# بوبي براون (لاعب كرة قدم مواليد 1940)
بوبي براون (بالإنجليزية: Bobby Brown)‏ هو لاعب كرة قدم بريطاني في مركز الهجوم، ولد في 2 مايو 1940 في استراتام ‏ في المملكة المتحدة. شارك مع منتخب المملكة المتحدة لكرة القدم. أما مع النوادي، فقد لعب مع كارديف سيتي ونادي بارنت ونادي فولهام ونادي واتفورد ونورثامبتون تاون.

## وصلات خارجية
- بوبي براون (لاعب كرة قدم مواليد 1940) على موقع الاتحاد الدولي (مؤرشف)  (الإنجليزية)
- بوبي براون (لاعب كرة قدم مواليد 1940) على موقع قاعدة بيانات كرة القدم.إي يو (الإنجليزية)
- بوبي براون (لاعب كرة قدم مواليد 1940) على موقع أوليمبيديا (الإنجليزية)